# Константинов, Владимир Константинович (сатирик)
Владимир Константинович Константинов (наст. фамилия — Певзнер; 21 мая 1930, Ленинград — 31 июля 1996, Санкт-Петербург) — советский и российский писатель, драматург, сатирик и поэт. В дуэте с Борисом Рацером был одним из самых плодовитых советских драматургов.

## Биография
Владимир Константинов окончил филологический факультет Ленинградского университета, в 1953—1958 годах преподавал в средней школе.
С 1957 года в соавторстве с Борисом Рацером стал писать эстрадные куплеты, стихи, фельетоны, интермедии для конферанса. Произведения Константинова и Рацера отличали комедийность, лёгкий юмор, стремительное раскрытие темы. Ими так же было написано большое количество сценариев для кинофильмов и спектаклей, а также текстов песен таких композиторов, как Геннадий Гладков, Андрей Петров, Владимир Дмитриев, Андрей Эшпай и другие.

## Фильмография

#### Сценарии
1. 1974 — Звезда экрана
2. 1978 — Ограбление в полночь (фильм-спектакль)
3. 1978 — Ханума (фильм-спектакль)
4. 1982 — Продавец птиц
5. 1985 — Марица
6. 1992 — Быть влюблённым
7. 1992 — Невеста из Парижа
8. 1992 — Тартюф

### Тексты песен
1. 1978 — Ханума (фильм-спектакль)
2. 1980 — Дульсинея Тобосская
3. 1992 — Тартюф